# Viaxe del Tíu Pacho el Sordu a Uviedo
El Viaxe del Tíu Pacho el Sordu a Uviedo (Viaje del Tío Pacho el Sordu a Oviedo, en español) constituye la primera novela escrita en lengua asturiana que se conozca.
Escrito en 1875 por la periodista y escritora asturiana Enriqueta González Rubín, fue impreso en la imprenta ovetense de Eduardo Uría Rea.
Se encuadra literariamente en el llamado costumbrismo realista que recrea los tipos y situaciones del mundo rural y de las clases desfavorecidas. En la narración predomina la sátira de las costumbres y la situación social y política de la época, todo ello caracterizado por la ironía velada de la que se vale la autora como recurso literario.